# Blauwe Toren (Brussel)
De Blauwe Toren was een massieve verdedigingstoren op de tweede stadsmuur van Brussel. 
Hij lag tussen de Leuvensepoort en de Naamsepoort, iets ten noordwesten van het huidige Academiënpaleis. Net als de Wollendriestoren was het een ronde wachttoren die zich door vorm en afmetingen onderscheidde van het zeventigtal halfronde torens op de tweede omwalling. De grond voor de bouw werd aangekocht in 1369. De bewaking van de Blauwe Toren werd in 1422 toevertrouwd aan de Sint-Pietersnatie.